# Maitham Jabbar
Maitham Jabbar, né le 10 novembre 2000 à Kumayt, est un footballeur international irakien. Il joue au poste de défenseur central avec Al-Qowa Al-Jawiya.

## Biographie

### En sélection
Avec les moins de 17 ans, il participe à la Coupe du monde des moins de 17 ans en 2017. Lors du mondial junior organisé en Inde, il joue quatre matchs. L'Irak s'incline en huitièmes de finale face au Mali.
Il fait ses débuts internationaux avec l'Irak le 20 mars 2019, contre la Syrie, lors d’une rencontre amicale (victoire 1-0).
Il participe ensuite à la Coupe du Golfe des nations 2019, organisée au Qatar. Lors de cette compétition, il joue quatre matchs. L'Irak s'incline en demi-finale face au Bahreïn après une séance de tirs au but.
Il dispute ensuite la Coupe arabe de la FIFA 2021 qui se déroule au Qatar. Lors de ce tournoi, il ne joue qu'une seule rencontre. Avec un bilan de deux nuls et une défaite, l'Irak est éliminée dès le premier tour.

## Palmarès
- Champion d'Irak en 2021 avec l'Al-Qowa Al-Jawiya
- Vainqueur de la Coupe d'Irak en 2021 avec l'Al-Qowa Al-Jawiya